# Рометта
Рометта (італ. Rometta, сиц. Ramietta) — муніципалітет в Італії, у регіоні Сицилія,  метрополійне місто Мессіна.
Рометта розташована на відстані близько 490 км на південний схід від Рима, 180 км на схід від Палермо, 12 км на захід від Мессіни.
Населення — 6644 особи (2014).

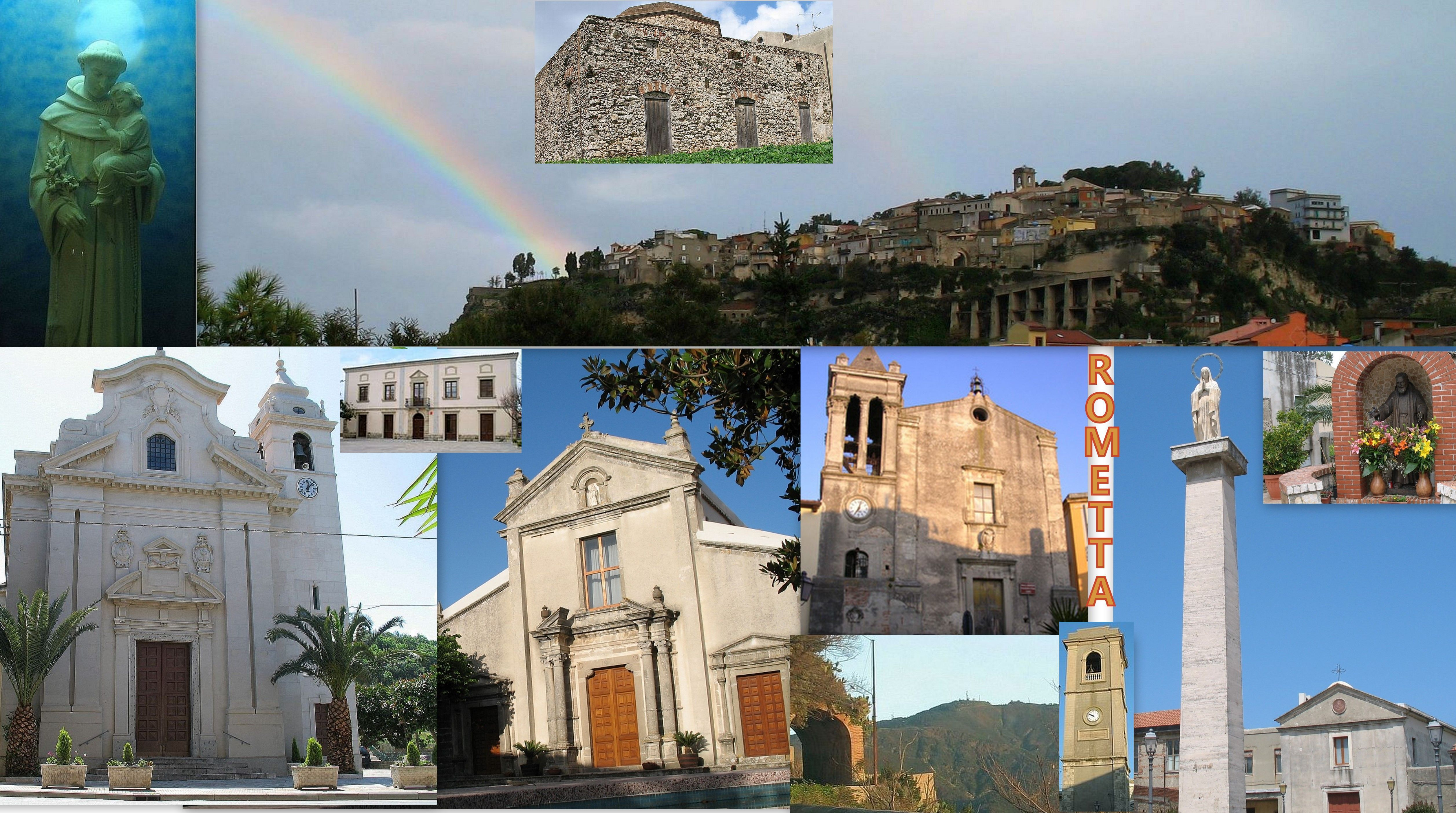

Щорічний фестиваль відбувається 20 лютого. Покровитель — San Leone Vescovo.

## Демографія
Населення за роками:

Станом на 1 січня 2023 року в муніципалітеті офіційно проживали 132 іноземці з 20 країн, серед них 56 громадян країн Євросоюзу та 14 громадян України.

## Сусідні муніципалітети

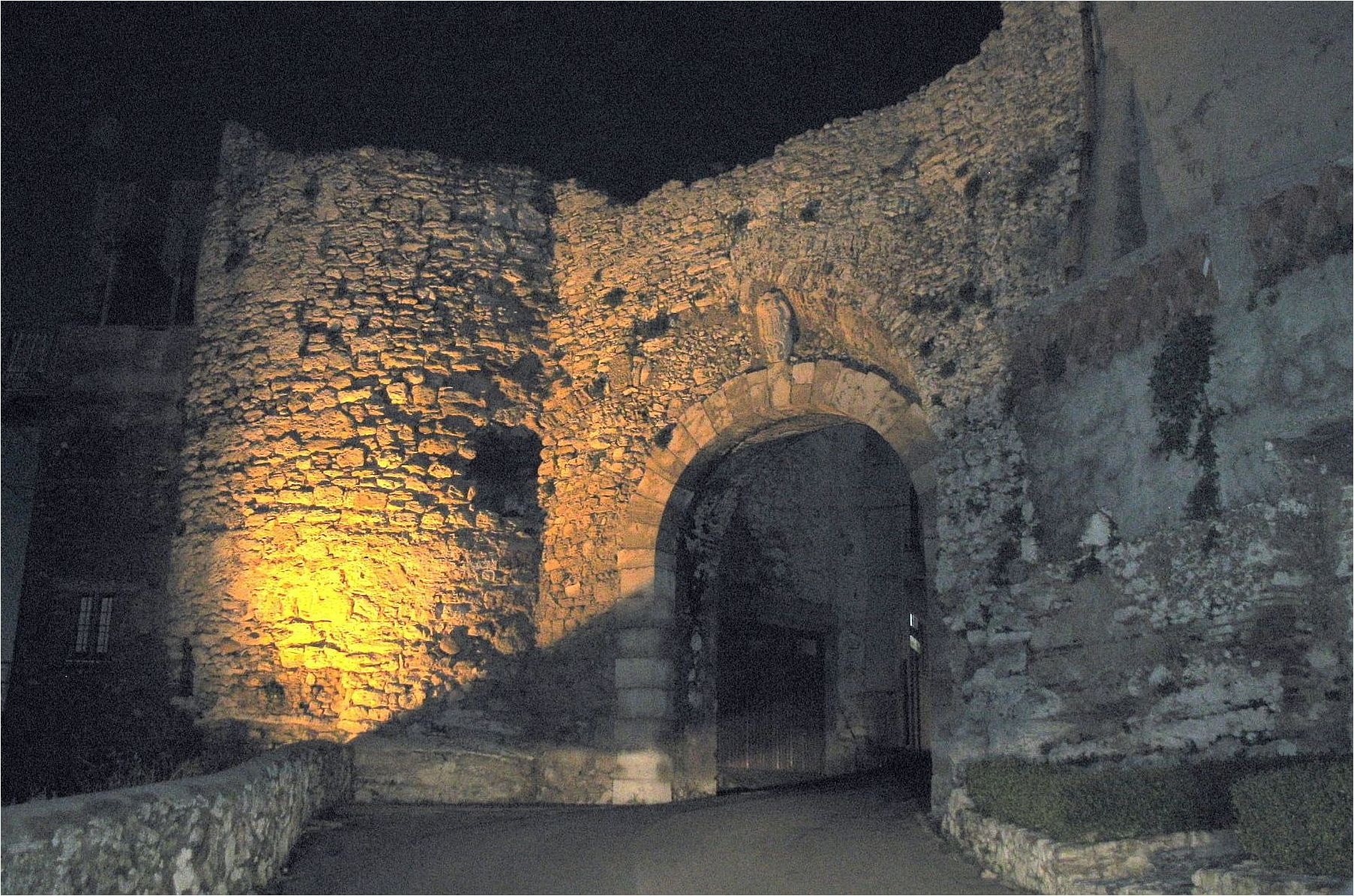
Porta Milazzo

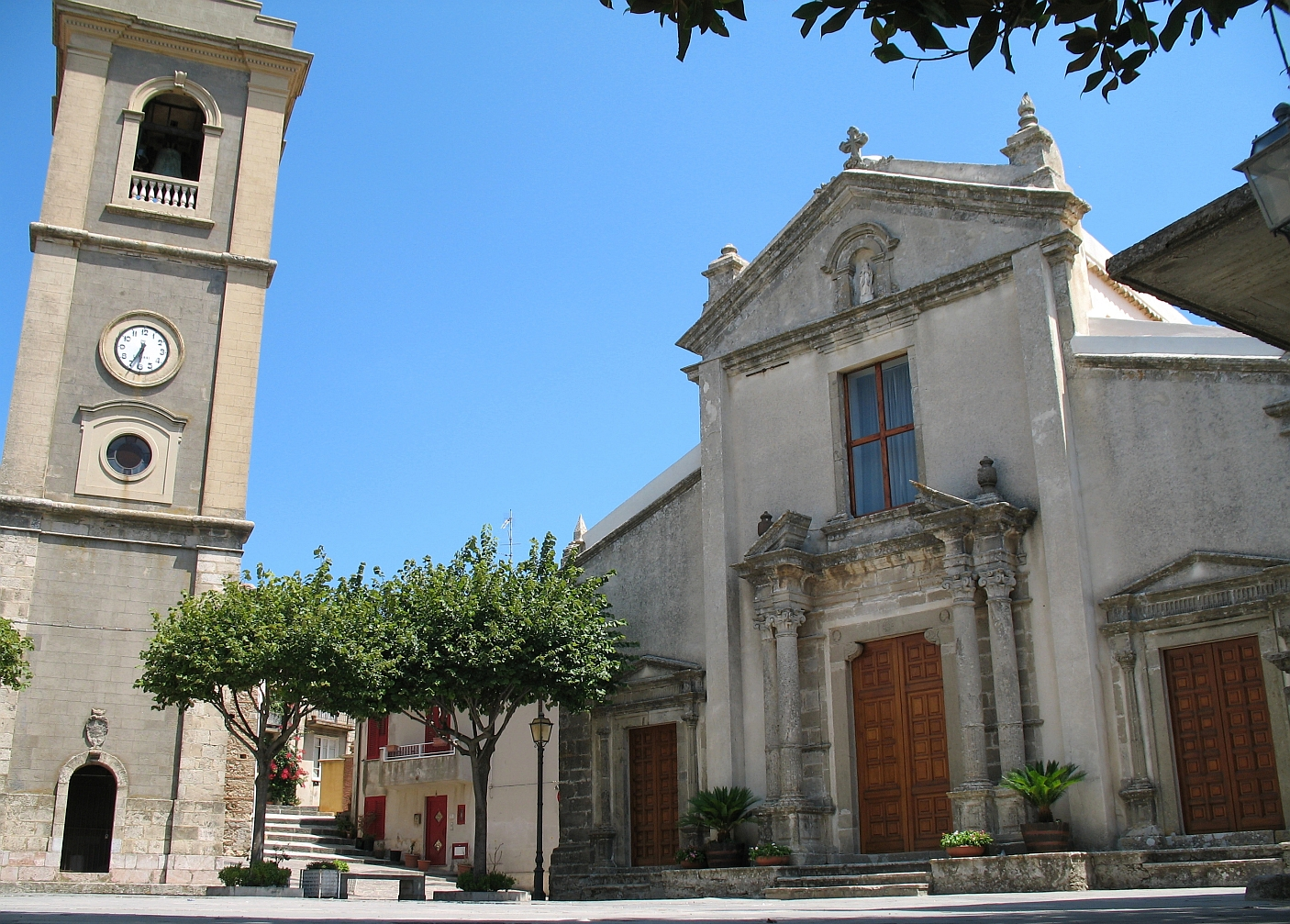
Chiesa Madre e campanile

- Мессіна
- Монфорте-Сан-Джорджо
- Роккавальдіна
- Сапонара
- Спадафора